# Cantoin
Cantoin é uma comuna francesa na região administrativa de Occitânia, no departamento de Aveyron. Estende-se por uma área de 42,37 km². Em 2010 a comuna tinha 309 habitantes (densidade: 7,3 hab./km²).